# Hausmachtpolitik

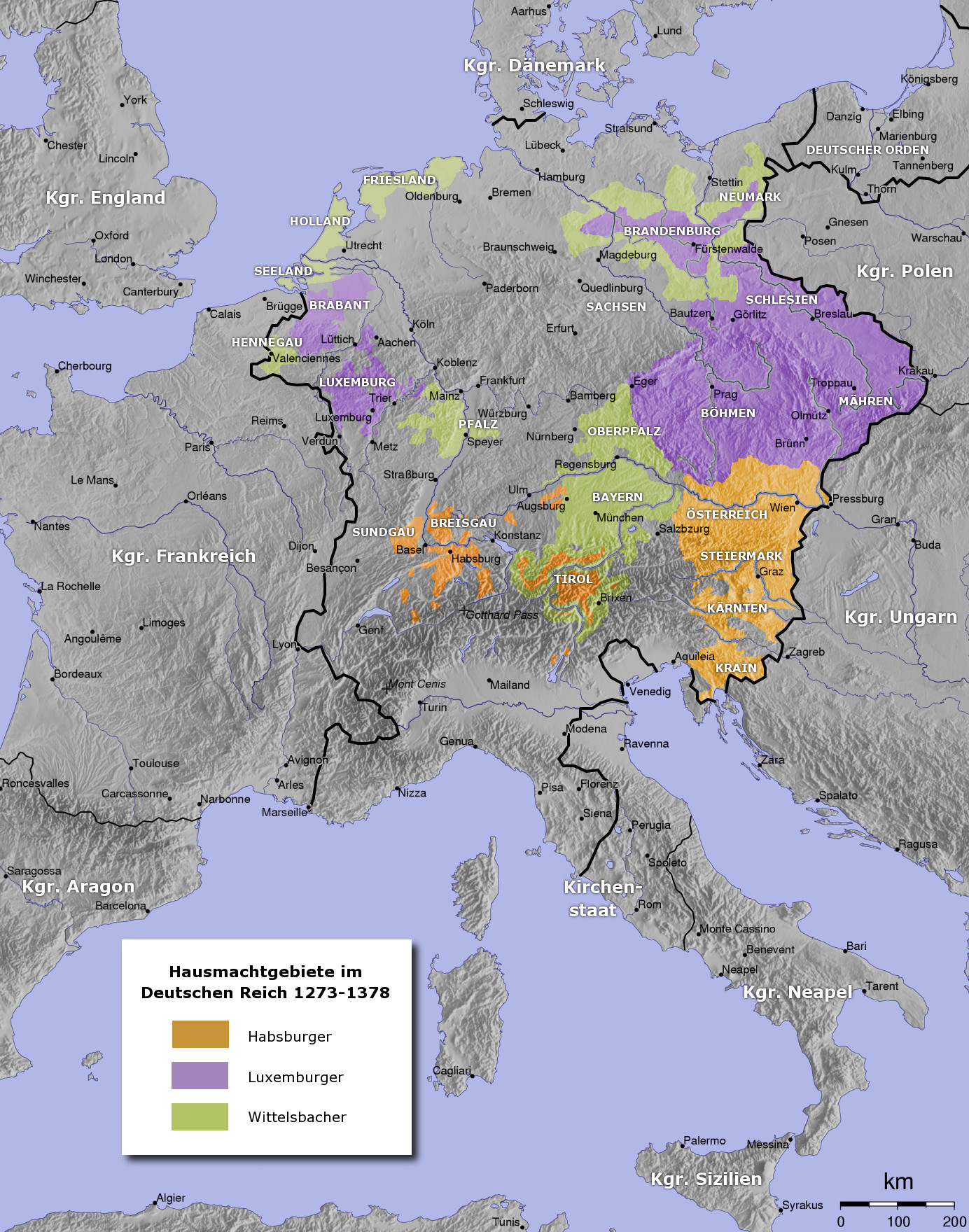
Das Heilige Römische Reich zur Zeit Karls IV. mit Kennzeichnung der Entwicklung der wichtigsten Hausmachtbesitztümer.

Als Hausmachtpolitik bezeichnet man das Streben eines Adelsgeschlechtes, seinen erblichen territorialen Besitz (Hausmacht) zu vergrößern und diesen zur Durchsetzung von politischen Zielen einzusetzen.
Eine besondere Bedeutung hatte die Hausmachtpolitik im spätmittelalterlichen Heiligen Römischen Reich. Dort war es infolge des sogenannten Interregnum zu einer weiteren Schwächung der ohnehin nicht stark ausgeprägten Königsmacht gekommen, während die verschiedenen Landesherren in ihren Territorien über eine recht starke Stellung verfügten und diese ausbauten. Ebenso nahm die Macht der Kurfürsten zu, die seit der zweiten Hälfte des 13. Jahrhunderts über das exklusive Königswahlrecht verfügten. Das Reichsgut als materielle Grundlage des Königtums schwand im 13./14. Jahrhundert zunehmend, während einige mächtige Landesherren bemüht waren, ihren Einfluss auf der Reichsebene auszuweiten. Der Einfluss eines Adelsgeschlechtes war im Reich nun eng mit der Größe der Hausmacht verknüpft. Am wichtigsten war das Betreiben einer intensiven Hausmachtpolitik für die römisch-deutschen Könige, da eine starke Hausmacht nun eine wichtige Grundlage zur Durchsetzung eigener Interessen gegen die Territorialfürsten darstellte. Die Hausmachtpolitik konkurrierender Adelshäuser führte dabei teilweise auch zu diversen kriegerischen Auseinandersetzungen.
Eine erfolgreiche Hausmachtpolitik wurde unter anderem von Kaiser Karl IV. aus dem Haus der Luxemburger und von Kaiser Friedrich III. aus dem Haus der Habsburger betrieben. So erwarb Karl IV. die Oberpfalz, Schlesien, Niederlausitz und die Mark Brandenburg, wobei er Reichspfandschaften nutzte. Friedrich III. gewann durch Verheiratung seines Sohnes mit der Tochter Karls des Kühnen Burgund und dessen Nebenländer, während durch den 1491 geschlossenen Erbvertrag Böhmen und Ungarn im Jahre 1526 an Habsburg fielen. Friedrich – der sich aus der Reichspolitik vollständig zurückzog – legte damit wichtige Grundlagen für die spätere habsburgische Weltmacht. 
Siehe auch: Heiratspolitik